# La ardilla roja
La ardilla roja (De rode eekhoorn) is een Spaanse speelfilm uit 1993, geschreven en geregisseerd door Julio Médem (onder andere bekend van Lucía y el sexo). De hoofdrollen worden gespeeld door Nancho Novo (Jota) en Emma Suárez (Lisa).
Het is een typische suspensefilm, waarin de regisseur veelvuldig gebruikmaakt van muziek, gelaatsuitdrukkingen, omgevingsgeluiden, belichting en toevalligheden om zo de spanning steeds verder op te drijven. De film wordt in Spanje weleens vergeleken met het meesterwerk Vertigo van Alfred Hitchcock. In de film zitten veel verwijzingen naar de Baskische cultuur, zoals dat ook bij andere films van Medém (een Bask) het geval is.

## Verhaal
Als Jota het niet meer ziet zitten en zelfmoord wil plegen, valt Lisa met motor en al van de boulevard op het strand. Ze blijkt geheugenverlies te hebben en Jota besluit haar voor te houden dat hij haar vriend is. Later gaan ze op vakantie naar een camping in La Rioja, met de naam “La ardilla roja” (de filmtitel). Stukje bij beetje komt het geheugen van Lisa echter terug en haalt het verleden het heden in. 

## Rolverdeling
| Acteur         | Personage |
| -------------- | --------- |
| Nancho Novo    | Jota      |
| Emma Suárez    | Lisa      |
| María Barranco | Carmen    |
| Karra Elejalde | Antón     |
| Carmelo Gómez  | Félix     |